# درغلويية (كيسكان)
درغلوییة (بالفارسية: درگلوییه) هي قرية تقع في إيران في قسم كيسكان الريفي.